# كلاتة سادو
كلاتة سادو (بالفارسية: کلاته سادو) هي قرية تقع في قسم رادكان الريفي (مقاطعة تشناران) في إيران. يقدر عدد سكانها بـ 189 نسمة بحسب إحصاء 2016.